# Дальлаг
Далеко-Східний ВТТ (рос. ДАЛЬНЕ-ВОСТОЧНЫЙ ИТЛ, Дальлаг) — підрозділ, що діяв у структурі Головного управління виправно-трудових таборів Народного комісаріату внутрішніх справ СРСР (ГУЛАГ НКВД).

## Історія
Дальлаг організований відповідно до Постанови Ради Народних Комісарів СРСР від 11 липня 1929 року і реформований в 1938 році. Управління табору містилося в м. Хабаровськ і до 1938 року підпорядковувалося безпосередньо ГУЛАГ НКВС.
Максимальна одноразова кількість ув'язнених могла досягати понад 112 000 осіб.
У 1937 році на базі Відділу шосейно-дорожнього будівництва був сформований новий Шосдорлаг.
Дальлаг був розформований у 1939 році. Після розформування на базі таборів Дальлагу були сформовані:
- Владивостоцький виправно-трудовий табір,
- Хабаровський виправно-трудовий табір,
- Середньо-Бєльський виправно-трудовий табір,
- Бірський виправно-трудовий табір і
- Будівельне Управління № 201.

Підрозділи Дальлагу:
- 1 — на 6-й версті Владивостока,
- 2 — урочище Мурашки (поселення Сизиман),
- 3 — центральний табір Хабаровська,
- 4 — село Учан Читинської області (Богучанська залізниця).

## Виконувані роботи
- лісозаготівлі,
- видобуток золота на о. Аскольд;
- видобуток кам'яного вугілля (на рудниках «Артем» та «Райчиха» за договором з «Трансуглем» НКПС),
- дорожнє будівництво, в тому числі будівництво:
  - залізничних ліній Біробіджан —Блюхерово і Волочаївка —Комсомольськ,
  - залізничної гілки Діомида —Богучани —Пашенна,
  - Букачачинської залізничної гілки,
- ловля і переробка риби, с/г, виробництво товарів ширвжитку,
- будівництво седанського водопроводу, днопоглиблювальні роботи на р. Амур,
- будівництво цементних заводів в р-ні Хабаровска,
- вантажні роботи на Усурійській залізниці, робота в майстернях Владивостока і Хабаровська,
- будівництво цегельного заводу в Хабаровську, будівництво спеціальних точок Наркомзв'язку.